# Río Hrazdan
El río Hrazdán (en armenio: Հրազդան) es uno de los principales ríos de Armenia, que inicia su curso en el extremo noroeste del lago Seván y fluye a través de la Provincia de Kotayk hacia Ereván, la capital del país, para desembocar luego en el río Aras, que marca la frontera entre Armenia y Turquía. En el río se han instalado una serie de centrales hidroeléctricas en cascada, el Complejo Hidroeléctrico Seván–Hrazdán o Cascada Seván-Hrazdán, siete plantas hidroeléctricas a lo largo de 70 km que lo convierten en uno de los ríos más importantes de Armenia, debido también a la presencia de la industria pesquera. De la misma manera, el agua del río es utilizada en el riego.

## Nombres
El río es conocido como Ildaruni en urartiano, lengua hablada por los antiguos habitantes de Urartu en torno al lago Seván. Más tarde fue conocido con los nombres turcos de Zangu (en armenio: Զանգու), Zanga, Zangi, o Zengy.

## Geografía
El río Hrazdán, junto con el lago Seván, donde nace, y la treintena de tributarios del lago forman la cuenca Seván-Hrazdán, que forma parte de las más amplias cuencas de los ríos Kurá y Aras en Armenia. El río nace del lago a una altitud de 1900 m y fluye en dirección sur a través de una profunda garganta, pasa al oeste de la ciudad de Ereván y desemboca en el río Aras, al sur de la ciudad. El suelo está formado en todo su recorrido por formaciones de lava basáltica procedentes de tres volcanes de las montañas de Geghama, con una edad de unos 200.000 años de antigüedad.
El río drena un área de unos 2566 km², con una precipitación media en la cuenca de 257 mm y un máximo de 43 mm en el mes de mayo y un mínimo de 8 mm en el mes de junio. La temperatura media oscila entre los −3 °C en enero y los 26 °C en julio, con una mínima de −15 °C y una máxima de 44 °C. El flujo anual del río es de unos 733 millones de m³. 
En su recorrido, el río atraviesa o pasa cerca de las ciudades de Sevan, a la salida del lago Seván; Varser; Geghamavan, donde recibe al río Uraget por la derecha; Tsaghkunk; Ddmashen; Zovaber; Hrazdan, donde se halla la central térmica de Hrazdan y recibe al río Marmank por la derecha; Aghbyurak, donde se encuentra el embalse de Hrazdan; Kaghsi; Solak; Bjni; Karashamb; Karenis; Argel; Nurnus, donde recibe al río Kotayki's Jrants por la izquierda; Nor Geghi, Nor Hachn; Getamej, Kanakeravan; Koreayi; Dzor; Ereván, de donde sale el Hrazdan Down Channel, el Canal Bajo que riega la llanura de Ararat y llega hasta la central nuclear Metsamor. Luego cruza por el sur del distrito Malatia-Sebastia y las localidades de Argavand, Geghanist, Azatashen, Ghukasavan, Khachpar, Darbnik, Dashtavan, Zorak, Sayat Nova, Sis y Noramarg, antes de desembocar en el río Aras. 
En esta cuenca baja recibe al río Azat y al río Vedi por la izquierda, que descienden de las montañas de Geghama y cruzan la Reserva Estatal Forestal de Khosrov. 
Mientras la fauna del lago Seván consiste principalmente en la trucha del lago Seván (Salmo ischchan), en el río predominan los cangrejos de río.

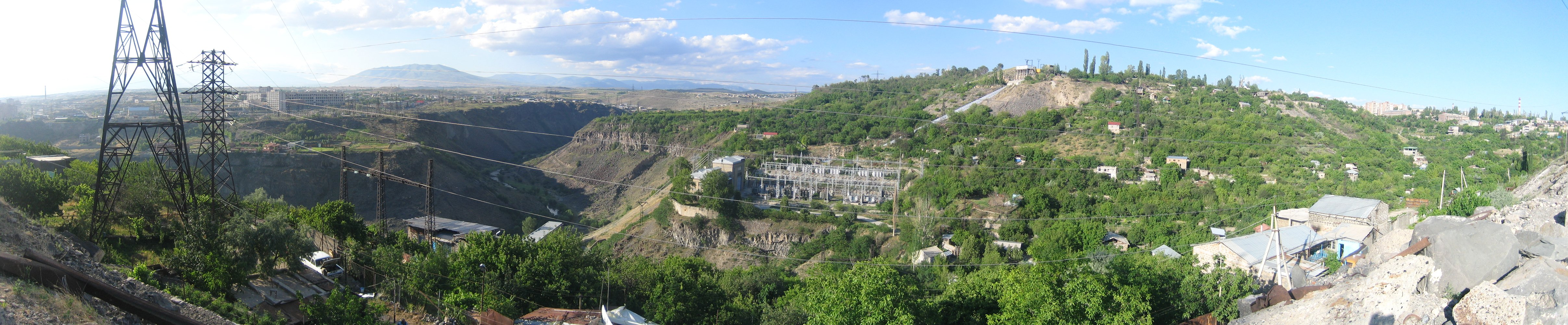
Central hidroeléctrica del río Hrazdan en Arabkir

## Utilización
Mientras el agua del lago se ha usado desde el siglo XIX para el regadío, a primeros del siglo XX se planificó utilizarla para construir una serie de centrales hidroeléctricas que aprovecharían la fuerte pendiente del valle del río Hrazdan entre el lago Seván y Ereván.
El regadío se planificó para una superficie de 100.000 ha en la llanura de Ararat, de las que se llevaron a cabo 80.000 ha. El desarrollo hidroeléctrico culminó con la construcción del Complejo Hidroeléctrico de Sevan–Hrazdan o Cascada Seván-Hrazdán, entre los años 1930 y 1962, que aprovecha los 70 km más inclinados del río para construir siete centrales que producen en conjunto unos 560 MW. Las centrales, sin embalse, aprovechan la corriente del río, que se hace circular, ya desde el lago, por una serie de túneles y galerías para ganar altura. Las centrales son Seván HEP con una capacidad instalada de 34.2 MW y dos unidades, acabada en 1949; Hrazdán HEP, con 81.6 MW, en 1959; Argel HEP, con 224 MW, en 1953; Arzni HEP, con 70.6 MW y tres unidades, en 1956; Kanaker HEP, con 100 MW y 6 unidades, en 1936; Yerevan-1 HEP, con 44 MW y 2 unidades, en 1962, y Yerevan-3, con 5 MW, en 1960.
Los túneles y canales realizados en su momento para abastecer las centrales y el riego se rehabilitaron entre 2003 y 2004 por una consorcio de empresas denominado International Energy Corporation subvencionado con 25 millones de dólares por el Banco Asiático de Desarrollo.